# 20ns Premis Tony
La 20a edició dels Premis Tony es va celebrar el 16 de juny de 1966 des de la Rainbow Room del Rockefeller Center de l'emissora de ràdio WCBS. Aquesta va ser la primera cerimònia de lliurament dels premis Tony a la tarda. Els mestres de cerimònies van ser George Abbott i Ginger Rogers. La cerimònia va ser patrocinada per la League of New York Theaters juntament amb l'American Theatre Wing, que anteriorment només havia organitzat la cerimònia.

## La cerimònia
Els diversos presentadors de la cerimònia van ser Lauren Bacall, Herschel Bernardi, Sandy Dennis, Henry Fonda, Phil Ford, Mimi Hines, Ray Milland, Barry Nelson, Mike Nichols, Thelma Oliver, April Olrich, Maureen O'Sullivan i Neil Simon
La música va anar a càrrec de Meyer Davis i la seva orquestra.

## Guanyadors i nominats
Els guanyadors estan indicats en negreta
| Millor obra | Millor musical |
| --- | --- |
| - Marat/Sade – Peter Weiss - Inadmissible Evidence – John Osborne - Philadelphia, Here I Come! – Brian Friel - The Right Honourable Gentleman – Michael Dyne | - Man of La Mancha - Mame - Skyscraper - Sweet Charity |
| Millor actor protagonista en una obra | Millor actriu protagonista en una obra |
| - Hal Holbrook – Mark Twain Tonight com Mark Twain - Roland Culver – Ivanov com Pavel Lebedev - Donal Donnelly i Patrick Bedford – Philadelphia, Here I Come! com Gareth O'Donnell - Nicol Williamson – Inadmissible Evidence com Bill Maitland                      | - Rosemary Harris – The Lion in Winter com Eleanor of Aquitaine - Sheila Hancock – Entertaining Mr Sloane com Kath - Kate Reid – Slapstick Tragedy com Celeste/Molly - Lee Remick – Wait Until Dark com Susy Hendrix |
| Millor actor protagonista de musical | Millor actriu protagonista de musical |
| - Richard Kiley – Man of La Mancha com Don Quixote/Cervantes - Jack Cassidy – It's a Bird... It's a Plane... It's Superman com Max Mencken - John Cullum – On a Clear Day You Can See Forever com Dr. Mark Bruckner - Harry Secombe – Pickwick com Pickwick          | - Angela Lansbury – Mame com Mame Dennis - Barbara Harris – On a Clear Day You Can See Forever com Daisy/Melinda - Julie Harris – Skyscraper com Georgina - Gwen Verdon – Sweet Charity com Charity Hope Valentine   |
| Millor actor de repartiment en una obra | Millor actriu de repartiment en una obra |
| - Patrick Magee – Marat/Sade com Marquis de Sade - Burt Brinckerhoff – Cactus Flower com Igor - Larry Haines – Generation com Stan Herman - Eamon Kelly – Philadelphia, Here I Come! com S. B. O'Donnell                                                             | - Zoe Caldwell – Slapstick Tragedy com Polly - Glenda Jackson – Marat/Sade com Charlotte Corday - Mairin D. O'Sullivan – Philadelphia, Here I Come! com Madge - Brenda Vaccaro – Cactus Flower com Toni              |
| Millor actor de repartiment de musical | Millor actriu de repartiment de musical |
| - Frankie Michaels – Mame com Patrick Dennis - Roy Castle – Pickwick com Sam Weller - John McMartin – Sweet Charity com Oscar - Michael O'Sullivan – It's a Bird... It's a Plane... It's Superman com Dr. Abner Sedgwick                                             | - Beatrice Arthur – Mame com Vera Charles - Helen Gallagher – Sweet Charity com Nickie - Patricia Marand – It's a Bird... It's a Plane... It's Superman com Lois Lane - Charlotte Rae – Pickwick com Mrs. Bardell    |
| Millor direcció d'obra | Millor direcció de musical |
| - Peter Brook – Marat/Sade - Hilton Edwards – Philadelphia, Here I Come! - Ellis Rabb – You Can't Take It with You - Noel Willman – The Lion in Winter | - Albert Marre – Man of La Mancha - Cy Feuer – Skyscraper - Bob Fosse – Sweet Charity - Gene Saks – Mame |
| Millor banda Sonora (música i/o lletres) escrites per al teatre | Millor coreografia |
| - Man of La Mancha – Mitch Leigh (música) i Joe Darion (lletres) - Sweet Charity – Cy Coleman (música) i Dorothy Fields (lletres) - Mame – Jerry Herman (música and lletres) - On a Clear Day You Can See Forever – Burton Lane (música) i Alan Jay Lerner (lletres) | - Bob Fosse – Sweet Charity - Jack Cole – Man of La Mancha - Michael Kidd – Skyscraper - Onna White – Mame |
| Millor escenografia | Millor vestuari |
| - Howard Bay – Man of La Mancha - William Eckart and Jean Eckart – Mame - David Hays – Drat! The Cat! - Robert Randolph – Anya, Skyscraper i Sweet Charity | - Gunilla Palmstierna-Weiss – Marat/Sade - Loudon Sainthill – The Right Honourable Gentleman - Howard Bay i Patton Campbell – Man of La Mancha - Irene Sharaff – Sweet Charity                                       |

## Premi especial
Helen Menken (pòstum), per una vida de devoció i dedicació al servei del teatre de Broadway

### Múltiple nominacions i premis
Aquestes produccions va tenir múltiple nominacions:
- 9 nominacions: Sweet Charity
- 8 nominacions: Mame
- 7 nominacions: Man of La Mancha
- 5 nominacions: Marat/Sade, Philadelphia, Here I Come! i Skyscraper
- 3 nominacions: It's a Bird... It's a Plane... It's Superman, On a Clear Day You Can See Forever i Pickwick
- 2 nominacions: Cactus Flower, Inadmissible Evidence, The Lion in Winter, The Right Honourable Gentleman i Slapstick Tragedy

Les produccions següents van rebre multiples premis.
- 5 premis: Man of La Mancha
- 4 premis: Marat/Sade
- 3 premis: Mame